# Hillevi Berglund
Hillevi Berglund (* 1967 in Stockholm) ist eine schwedische bildende Künstlerin und Bildhauerin.

## Leben
Sie besuchte die Gerlesborgsskolan in Stockholm, danach studierte sie Freie Kunst an der Kunglika Konsthögskolan und schloss das Studium mit einem Master ab. Seit August 2010 betätigt sie sich als freischaffende Künstlerin und konnte schon einige Aufträge der Stadt Stockholm ausführen. Etliche Kunstwerke stehen im öffentlichen Raum, andere gelangten in Verwaltungsgebäude oder in private Sammlungen.
Künstlerisch wird sie von der Stockholmer Galleri Flach betreut.

## Werke

### Allgemeines
Berglund bevorzugt die Darstellung der Erde oder der Erdkugel in unzähligen Variationen. Sie kommt in der Bildsprache der Künstlerin immer wieder vor, sowohl als Namen für Objekte als auch in ihren Werken aus unterschiedlichsten Materialien.

### Ausgewähltes
Im Jahr 2001 hat Berglund in einem Studententeam der Stockholmer Kunsthochschule mitgearbeitet, das den Film Interiör produziert hat.
In der Folge konzentrierte sie sich auf Kunstwerke:
- 2010: Paradiset[4]
- 2010: Stormen, Wasserfarbe auf Papier[4]
- 2010: Earth hour, Papiercollage mit ausgerissenen Landkarten[4]
- 2011: Regnbågn, farbige Leinen von Fischernetzen aufgespannt[4]
- 2011/2014: Serie Pappersvänner/Paper friends, Papiercollagen und unterschiedliche Materialien:
Utom hus / Out of doors[4] Minnet (mit Goldfolie und Tinte)[4], Se sju haven, Vandrare (mit alten Nachschlagewerken), Vinter (in Schneekristallformen locker gerollte Papierstreifen), Kransar och buketter, Atlas (Tusche auf Papier)[5]
- 2011: Baby, Pappmaché[4]
- 2011: Konstnärens Tårar, farbige Glaskollagen[4]
- 2014: Serie Husen/House, in Bauklötzchenform bearbeitete Steine (Diabas, Porphyr oder Marmor) sowie Landkarten auf Pappe mit:
Härbärge, Utom Hus, Härbre, Hushåll[5]

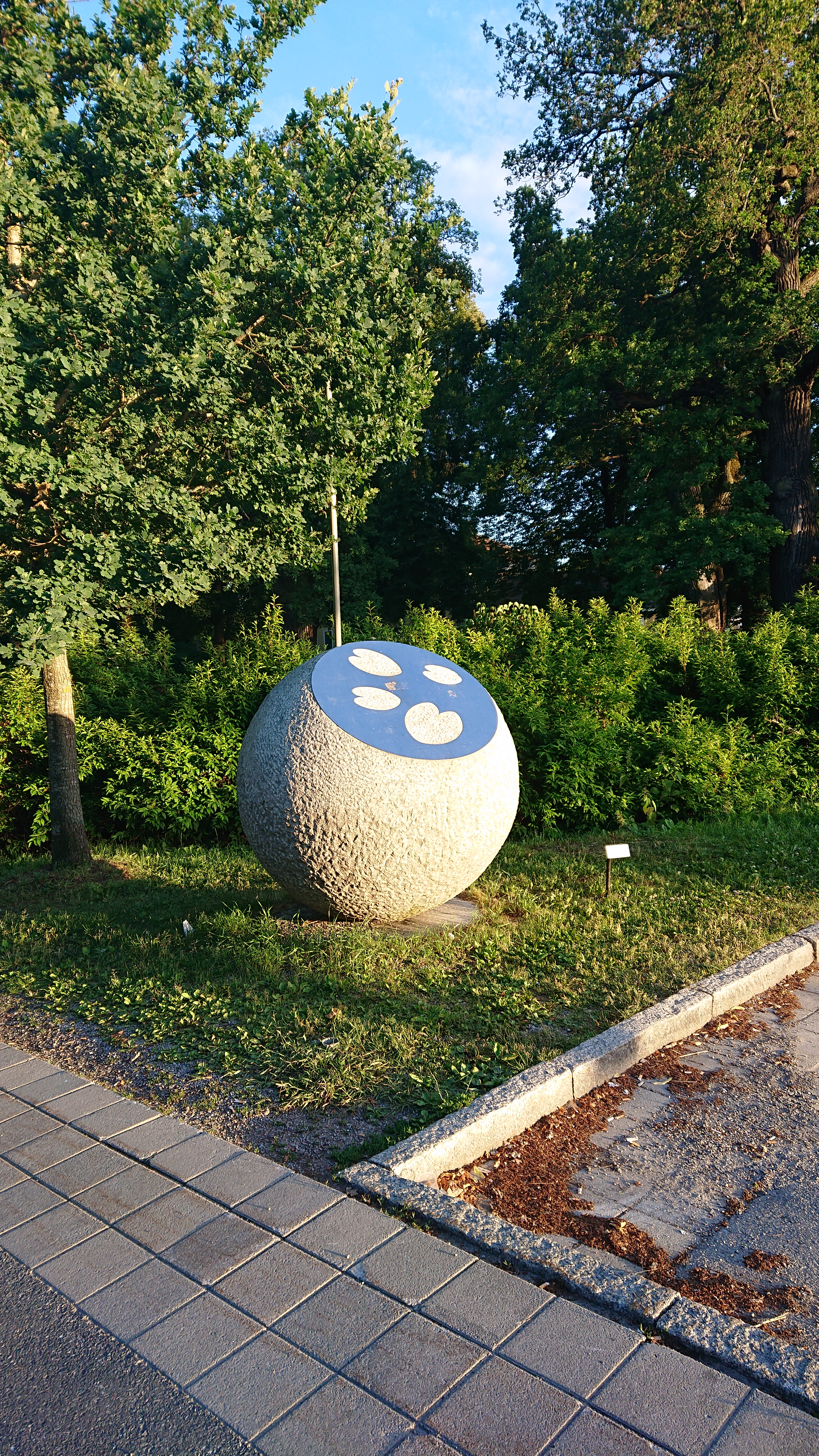
Drömmarnas sjö på månen

- Drömmarnas sjö på månen (dt.: Der See der Träume auf dem Mond), 2014 aufgestellt auf einer Grünfläche vor der Bahnstation Älvsjö in Stockholm (Messe), siehe Bild
- 2014/15: Serie Sekel/Century, Wasserfarben auf Papier, kleine Bilder in farbig gemalten Bilderrahmen mit: 
Antiken[6], Medeltiden; 17. Jahrhundert, 19. Jahrhundert, 20. Jahrhundert[5]
- 2015: Vårbrytning/Spring Time[6]
- 2015: Serie Adress/Adresses, Öl auf Canvas: mit 
Genvägen, Sjövägen, Hemvägen, Skogsvägen, Vintervägen[5]
- 2018: Serie Landskaps/Landscapes, je ein Minihaus auf je einem bearbeiteten Findling aus Porphyr oder Gabbro mit: 
Stugan, Sjöutsikt, Marsdag, Sternklart, Ängsmark[5]

## Ausstellungen (Auswahl)
Gemeinschaftsausstellungen und Solo (S) In der Galerie Flach in Stockholm und/oder in einer Filiale in Kopenhagen
- 2011 (S), Mai/Juni: Vandrare (Wanderer)[4]
- 2014 (S), Nov./Dez.: Utom Hus[7]
- 2018, Mai/Juni: Tid och otid[7]